# Esterótipos geográficos
O estereótipo geográfico refere-se à simplificação excessiva e à generalização de características, comportamentos ou características atribuídas a pessoas de uma determinada região geográfica. Essas generalizações muitas vezes resultam em visões distorcidas e simplificadas, frequentemente baseadas em preconceitos ou informações limitadas sobre uma determinada área. Estereótipos geográficos podem incluir noções simplificadas sobre o clima, a cultura, a linguagem, o modo de vida ou outros aspectos de uma região específica. Essas generalizações podem levar a uma compreensão inadequada e superficial das diversas realidades que existem dentro de uma determinada área geográfica.  
Na psicologia, o termo "estereótipo geográfico" refere-se à tendência de atribuir características específicas a grupos de pessoas com base em sua origem geográfica. Esses estereótipos podem incluir crenças sobre traços de personalidade, comportamentos, habilidades ou valores associados a pessoas de uma determinada região ou país. O estudo dos estereótipos geográficos faz parte do campo mais amplo da psicologia social, que examina como as pessoas percebem e interagem umas com as outras em contextos sociais. Os estereótipos geográficos podem se desenvolver devido a uma combinação de fatores, incluindo exposição limitada a diferentes culturas, influências culturais, mídia e experiências pessoais. Essas generalizações simplificadas podem levar a visões distorcidas e preconceituosas de diferentes grupos, contribuindo para a formação de atitudes discriminatórias. 
A psicologia também explora como os estereótipos geográficos podem influenciar o comportamento e as interações sociais. Por exemplo, indivíduos que internalizam estereótipos geográficos podem exibir comportamentos de preconceito ou discriminação em relação a pessoas de determinadas regiões. É crucial na psicologia entender e abordar os estereótipos geográficos, promovendo a conscientização sobre a diversidade cultural e desafiando as generalizações simplistas. Ao reconhecer a complexidade e individualidade das pessoas, a psicologia social busca contribuir para a redução de preconceitos e estereótipos que possam surgir com base na origem geográfica. 
Alguns exemplos desses estereótipos e generalizações: 
- Estereótipos sobre Clima: Os habitantes de regiões tropicais são sempre descontraídos e preguiçosos epessoas que vivem em áreas frias são todas reservadas e pouco amigáveis. [6] [7]
- Estereótipos Culturais: Os europeus são todos sofisticados e apreciam a alta cultura e as pessoas da América Latina são todas extrovertidas e gostam de festas. [8] [9] [10]
- Estereótipos sobre Desenvolvimento Econômico: Todos os países africanos são subdesenvolvidos e enfrentam problemas constantes e os Países do Oriente Médio são todos ricos devido ao petróleo. [11] [12] [13]
- Estereótipos Linguísticos (preconceito linguistico): A linguagem utilizada por moradores de determinados local é associada a uma classe social inferior ou quem fala um dialeto específico é muitas vezes estigmatizado como pertencente a uma classe social menos favorecida. [14]
- Estereótipos sobre Estilos de Vida: As pessoas que vivem em áreas urbanas são sempre ocupadas e estressadas; A vida nas áreas rurais é sempre tranquila e tradicional. [15]

## Referência
1. ↑  «Communication stereotypes of Caucasian college students»
2. ↑  Bailey, Wilam R. (1976).  Clarke, Colin, ed. «A Social Geography of Stereotypes». Social and Economic Studies (4): 418–429. ISSN 0037-7651. Consultado em 6 de janeiro de 2024
3. ↑  Elmendorf, Christopher; Spencer, Douglas (1 de janeiro de 2014). «The Geography of Racial Stereotyping: Evidence and Implications for VRA 'Preclearance' After Shelby County». California Law Review. Consultado em 6 de janeiro de 2024
4. ↑  Rhee, William; Scott, Stephen (1 de dezembro de 2018). «Geographic Discrimination: Of Place, Space, Hillbillies, and Home». West Virginia Law Review (2). ISSN 0043-3268. Consultado em 6 de janeiro de 2024
5. ↑  «National and supranational stereotypes in geopolitical representations of the European Union»
6. ↑  Swim, Janet K.; Geiger, Nathaniel (abril de 2018). «The gendered nature of stereotypes about climate change opinion groups». Group Processes & Intergroup Relations (em inglês) (3): 438–456. ISSN 1368-4302. doi:10.1177/1368430217747406. Consultado em 6 de janeiro de 2024
7. ↑  Buchtel, Emma E. (1 de março de 2014). «Cultural sensitivity or cultural stereotyping? Positive and negative effects of a cultural psychology class». International Journal of Intercultural Relations: 40–52. ISSN 0147-1767. doi:10.1016/j.ijintrel.2013.09.003. Consultado em 6 de janeiro de 2024
8. ↑  Pakkasvirta, Jussi (22 de outubro de 2018). «Latin American Stereotypes in Finnish Social Media» (em inglês) (1). 94 páginas. doi:10.16993/iberoamericana.428. Consultado em 6 de janeiro de 2024
9. ↑  Fernández-Ballesteros, Rocío; Olmos, Ricardo; Pérez-Ortiz, Lourdes; Sánchez-Izquierdo, Macarena (15 de maio de 2020). «Cultural aging stereotypes in European Countries: Are they a risk to Active Aging?». PLOS ONE (em inglês) (5). ISSN 1932-6203. doi:10.1371/journal.pone.0232340. Consultado em 6 de janeiro de 2024
10. ↑  Fiske, Susan T. (setembro de 2017). «Prejudices in Cultural Contexts: Shared Stereotypes (Gender, Age) Versus Variable Stereotypes (Race, Ethnicity, Religion)». Perspectives on Psychological Science (em inglês) (5): 791–799. ISSN 1745-6916. PMID 28972839. doi:10.1177/1745691617708204. Consultado em 6 de janeiro de 2024
11. ↑  «7 Human Development in the Middle East and North Africa Region». International Monetary Fund (em inglês). ISBN 978-1-55775-332-8. Consultado em 6 de janeiro de 2024
12. ↑  Jismaja, Suzanne (14 de novembro de 2019). «Prejudices about Africa». Charlie's Travels (em inglês). Consultado em 6 de janeiro de 2024
13. ↑  Pipes, Daniel (1 de julho de 1982). «The Middle East: The Curse of Oil Wealth». The Atlantic (em inglês). Consultado em 6 de janeiro de 2024
14. ↑  Skutnabb-Kangas et al. (eds.), Linguistic human rights: overcoming linguistic discrimination, Walter de Gruyter (1995), ISBN 3-11-014878-1.
15. ↑  Bron, Agnieszka; Thunborg, Camilla; Osman, Ali (2 de novembro de 2021). «Narratives of the urban-rural divide: learning trajectories of three women returnees to a small mill town». International Journal of Lifelong Education (em inglês) (5-6): 532–544. ISSN 0260-1370. doi:10.1080/02601370.2021.1993362. Consultado em 6 de janeiro de 2024